# Liste der Bodendenkmale in Radebeul
In der Liste der Bodendenkmale in Radebeul sind die Bodendenkmale der Gemeinde Radebeul und ihrer Ortsteile nach dem Stand der Auflistung von Harald Quietzsch und Heinz Jacob aus dem Jahr 1982 aufgelistet. Eventuelle Änderungen und Ergänzungen, insbesondere aus der Zeit nach der Wende, sind nicht berücksichtigt, da für Sachsen aktuell keine neueren allgemein zugänglichen Bodendenkmallisten vorliegen. Die Baudenkmale sind in der Liste der Kulturdenkmale in Radebeul aufgeführt.
| Denkmal-ID | Fundart             | Ortsteil               | Bezeichnung                            | Zeitstellung | Lage | Bemerkungen | Bild                                                       |
| ---------- | ------------------- | ---------------------- | -------------------------------------- | ------------ | --- | --- | ---------------------------------------------------------- |
| ?          | Grabmal > Grabhügel | Kötzschenbroda-Oberort | Hügelgräber, Gruppe von etwa 150 Stück | Bronzezeit   | im südlichen Friedewald, Abteilungen 149, 150, 154, beiderseits des Gabelwegs, hauptsächlich zwischen L-Weg und Gabelweg | auf dem Gebiet der Gemeinden Radebeul und Coswig, Schutz seit 30. Oktober 1972                                        | Hügelgräber, Gruppe von etwa 150 Stück, Gabelweg Ri. Süden |
| ?          | Befestigung > Burg  | Wahnsdorf              | Wehranlage „Todhübel“ 1                | Mittelalter  | westlich des Orts, Bergsporn östlich über dem Lößnitzgrund, nördlich vom Pfeiffer                                        | Turmhügelburg in Spornlage mit Vorgelände und Abschnittsgraben, Schutz seit 22. April 1941, erneuert am 20. Mai 1960. | Todhübel                                                   |